# Mythicomyia citrina
Mythicomyia citrina är en tvåvingeart som beskrevs av Hall 1976. Mythicomyia citrina ingår i släktet Mythicomyia och familjen svävflugor. Inga underarter finns listade i Catalogue of Life.